# Meta (americký podnik)
Meta Platforms, Inc., obchodním názvem Meta, dříve Facebook, Inc. a TheFacebook, Inc., je americký nadnárodní technologický konglomerát se sídlem v Menlo Parku v Kalifornii. Společnost vlastní a provozuje mimo jiné Facebook, Instagram, Threads a WhatsApp. Meta patří spolu s Alphabetem (Google), Amazonem, Applem a Microsoftem mezi největší americké společnosti v oblasti informačních technologií. V roce 2023 se společnost umístila na 31. místě žebříčku Forbes Global 2000. V roce 2022 Meta vynaložila 35,3 miliard amerických dolarů na výzkum a vývoj – stala se tak společností s třetími nejvyššími výdaji na výzkum a vývoj na světě.
Meta vlastní Oculus (Reality Labs), Mapillary, CTRL-Labs a má 9,99% podíl v Jio Platforms. V roce 2023 společnost generovala 97,8 % svých příjmů z prodeje reklamy.
V říjnu 2021 se společnost Facebook, Inc. přejmenovala na Meta Platforms, Inc. Nový název má „upozornit na záměr společnosti budovat metaverse“, integrované prostředí propojující produkty a služby společnosti.

## Historie
Společnost Facebook, Inc. podala 1. ledna 2012 žádost o první veřejnou nabídku akcií (initial public offering, IPO). V předběžném prospektu bylo uvedeno, že společnost usiluje o získání 5 miliard dolarů, má 845 milionů aktivních uživatelů měsíčně a že její webové stránky vyprodukují 2,7 miliardy lajků a komentářů denně. Po IPO by si Zuckerberg ponechal 22 % podíl ve společnosti a 57 % všech hlasovacích práv.
Cena akcií byla oceněna na 38 dolarů za kus a hodnota společnosti na 104 miliard dolarů. Dosud se jedná o nejvyšší ocenění nově zveřejněné společnosti. Dne 16. května, den před IPO, společnost oznámila, že kvůli vysoké poptávce prodá o 25 % více akcií, než původně plánovala. IPO vyneslo 16 miliard dolarů, jednalo se tak o třetí největší IPO v historii USA. Díky ceně akcií měla společnost jednu z nejvyšších tržních kapitalizací v rámci amerických korporací.
Obchodování s akciemi, jež bylo zahájeno 18. května, bylo kvůli technickým problémům na burze NASDAQ zpožděno.
V roce 2013 byl Facebook, Inc. zařazen do indexu S&P 500.
V říjnu 2018 se bývalá britský liberální demokrat Nick Clegg stal viceprezidentem pro globální záležitosti a komunikaci ve společnosti Facebook (od roku 2021 Meta Platforms). V roce 2022 povýšil na prezidenta pro globální záležitosti. Na začátku roku 2025 oznámil, že do několika měsíců z funkce odstoupí. Nahradit ho má Joel Kaplan, republikán, který sloužil v administrativě prezidenta George W. Bushe. Výměna měla být jedním z kroků, kterými si společnost chtěl naklonit zvoleného prezidenta Donalda Trumpa.
V lednu 2025 Meta v USA na svých sociálních sítích ukončila program ověřování faktů třetí stranou a začala se spoléhat na upozornění od komunity (tzv. Community Notes). Spolu s tím zrušil omezení u některých témat. Dále nastavila algoritmus na nabízení více politického obsahu uživatelům na základě personalizovanějšího přístupu. Podle oficiálního vyjádření společnosti „odborné ověřování faktů bránilo svobodě projevu a stávalo se nástrojem cenzury“. Současně zrušila dříve nastavená pravidla proti nenávistným projevům vůči menšinám.
V lednu 2025 Meta také doplnila předsednictvo společnosti. Do jeho řad byli nově jmenováni Dana White, CEO UFC, John Elkann, generální ředitel firmy Exor, a technologický investor Charlie Songhurst. Podle serveru Axios šlo o další krok k nastavení budoucího obchodního přátelství s Trumpem.
V lednu 2025 došlo k urovnání soudního sporu o zablokování profilu Donalda Trumpa v roce 2021. Meta se s Trumpem dohodla, že mu zaplatí odškodné ve výši 25 milionů dolarů (602 milionů korun).

## Produkty
Meta produkty a služby zahrnují Facebook, Messenger, Facebook Watch, a Meta Portal. Společnost také získala Oculus, Giphy, Mapillary, Kustomer, Presize a má 9,99% podíl v Jio Platforms. V roce 2023 byla spuštěna síť Threads.

## Lobbování
V roce 2020 společnost Facebook Inc. vynaložila 19,7 milionu amerických dolarů na lobbování a najala 79 lobbistů. V roce 2019 vynaložila na lobbování 16,7 milionu dolarů a najala 71 lobbistů, přičemž o rok dříve to bylo 12,6 milionu dolarů a 51 lobbistů. V roce 2020 společnost zaplatila nejvíce peněz za lobbing ze všech Big Tech společností. Mezi lobbisty patří mimo jiné člen Demokratické strany John Branscome, který pomáhá odrážet hrozby ze strany demokratických zákonodárců a vlády Joea Bidena.
V prosinci 2024, po zvolení Donalda Trumpa (Republikánská strana) prezidentem, společnost Meta přispěla milion dolarů do Trumpova inauguračního fondu. Dříve příspěvky zvoleným prezidentům neposkytovala.
V lednu 2025 Mark Zuckenberg v podcastu Joe Rogan Experience Joea Rogana uvedl, že by v té době zvolený prezident Donald Trump „měl zakročit“, aby Evropská unie nepokutovala americké sociální sítě za porušování evropských zákonů o regulaci internetu (zejména Nařízení o digitálních službách regulující nevhodný obsah na internetu nebo zákony o regulaci monopolů). V listopadu 2024 dostala Meta Platforms od Evropské unie pokutu 797,72 milionu eur (20,2 miliardy Kč), a to kvůli zneužití postavení na trhu online reklamy. Toho se firma dopustila tím, že svou službu Facebook Marketplace propojila se sociální sítí Facebook.

## Struktura

### Management
Hlavní management společnosti Meta tvoří:
- Mark Zuckerberg, prezident a výkonný ředitel
- Javier Olivan, provozní ředitel
- Nick Clegg, prezident pro globální záležitosti
- Susan Li, finanční ředitelka
- Andrew Bosworth, technický ředitel
- David Wehner, ředitel strategie
- Chris Cox, produktový ředitel
- Jennifer Gillian Newstead, ředitelka právního oddělení

V říjnu 2022 měla Meta 83 553 zaměstnanců po celém světě.

### Představenstvo
V lednu 2025 se představenstvo společnosti skládalo z těchto členů:
- Mark Zuckerberg (prezident, spoluzakladatel, majoritní akcionář a výkonný ředitel)
- Peggy Alford (nevýkonná ředitelka, výkonná viceprezidentka pro globální prodej PayPalu)
- Marc Andreessen (nevýkonný ředitel, spoluzakladatel a generální partner firmy Andreessen Horowitz)
- Drew Houston (nevýkonný ředitel, spoluzakladatel a výkonný ředitel Dropboxu)
- Nancy Killefer (nevýkonná ředitelka, vedoucí partnerka McKinsey & Company)
- Robert M. Kimmitt (nevýkonný ředitel, hlavní mezinárodní poradce WilmerHale)
- Tracey Travis (nevýkonná ředitelka, výkonná viceprezidentka a finanční ředitelka Estée Lauder Companies)
- Tony Xu (nevýkonný ředitel, spoluzakladatel a výkonný ředitel DoorDash)
- Hock Tan (výkonný ředitel Broadcom)[41]
- John D. Arnold (bývalý člen vedení společnosti Enron, zakladatel Arnold Ventures)
- John Elkann (CEO Exoru)
- Dana White (CEO UFC)
- Charlie Songhurst

## Tržby
Facebook, Inc. se v roce 2020 umístil na 34. místě žebříčku Fortune 500 (žebříček 500 amerických soukromých a veřejných korporací podle jejich hrubého obratu). Příjmy společnosti dosahovaly téměř 86 miliard amerických dolarů, přičemž většina pochází z prodeje reklam.
Podle časopisu New York přišla Meta od svého přejmenování údajně o 500 miliard amerických dolarů, a to v důsledku nových opatření na ochranu soukromí zavedených společnostmi, jako jsou Apple a Google. Tato opatření znemožňují společnosti shromažďovat data uživatelů.